# Condado de Cíbola
El condado de Cíbola es uno de los 33 condados del estado estadounidense de Nuevo México. La sede del condado es Grants, al igual que su mayor ciudad. El condado tiene un área de 11.763 km² (de los cuales 6 km² están cubiertos por agua) y una población de 25.595 habitantes, para una densidad de población de 2 hab/km² (según el censo nacional de 2000). Este condado fue fundado en 1981.

## Toponimia
El condado toma su nombre de la palabra española cíbolo, nombre que significa bisonte. Los españoles designaban las Siete Ciudades de Cíbola a unas míticas ciudades con abundantes riquezas que se creía estaban localizadas en el actual Nuevo México.

## Demografía
Para el censo de 2000, había 25.595 personas, 8.327 cabezas de familia, y 6.278 familias residiendo en el condado. La densidad de población era de 6 habitantes por milla cuadrada.
La composición racial del condado era:
- 39,61% blancos
- 0,96% negros o negros americanos
- 40,32% nativos americanos
- 0,38% asiáticos
- 0,05% isleños
- 15,44% otras razas
- 3,24% de dos o más razas.

Había 8.327 cabezas de familia, de las cuales el 38,00% tenían menores de 18 años viviendo con ellas, el 50,60% eran parejas casadas viviendo juntas, el 18,30% eran mujeres cabeza de familia monoparental (sin cónyuge), y 24,60% no eran familias.
El tamaño promedio de una familia era de 3,41 miembros.
En el condado el 30,70% de la población tenía menos de 18 años, el 9,60% tenía de 18 a 24 años, el 27,50% tenía de 25 a 44, el 21,50% de 45 a 64, y el 10,70% eran mayores de 65 años. La edad promedio era de 33 años. Por cada 100 mujeres había 95,50 hombres. Por cada 100 mujeres mayores de 18 años había 92,20 hombres.

## Economía
Los ingresos medios de una cabeza de familia del condado eran de USD$27.774 y el ingreso medio familiar era de $30.714. Los hombres tenían unos ingresos medios de $27.652 frente a $20.078 de las mujeres. El ingreso per cápita del condado era de $11.731. El 21,50% de las familias y el 24,80% de la población estaban debajo de la línea de pobreza. Del total de gente en esta situación, 32,00% tenían menos de 18 y el 17,70% tenían 65 años o más.